# Němčany (Krásný Dvůr)
Němčany jsou malá vesnice, část obce Krásný Dvůr v okrese Louny. Nachází se asi čtyři kilometry západně od Krásného Dvora. V roce 2011 zde trvale žilo 30 obyvatel.
Němčany leží v katastrálním území Krásný Dvůr o výměře 25,21 km².

## Název
Název vesnice je odvozen z příjmení Němec ve významu ves lidí Němcových. V historických pramenech se jméno objevuje ve tvarech: Nimschan (1196), Niemczany (1455), Niemczany (1546), Niemcžany (1542), Niemcziany (1615), Niemtschau (1787), Nemtschau nebo Niemtschau a Němčow (1846).

## Historie
První písemná zmínka o vesnici pochází z roku 1196.
Vesnice se nachází na okraji malé velikoveské hnědouhelné pánve. V 19. století se zdejší nekvalitní uhlí těžilo v dole Jan Nepomucký.

## Přírodní poměry
Na jihovýchodním okraji vesnice se v poli nachází drobný opuštěný lom, ve kterém je odkryta sekvence třetihorních vulkanických hornin Doupovských hor. Ve spodní části se nachází tři metry mocné sedimenty laharů s bazaltoidními fragmenty o velikosti do pěti centimetrů. Tato vrstva je překryta půl metru mocnou vrstvou vulganogenních fluviálních pískovců. Na nich leží tenký lávový příkrov.

## Obyvatelstvo
Při sčítání lidu v roce 1921 zde žilo 212 obyvatel (z toho 103 mužů), z nichž byl jeden Čechoslovák, 208 Němců a tři cizinci. Všichni se hlásili k římskokatolické církvi. Podle sčítání lidu z roku 1930 měla vesnice 208 obyvatel. Všichni byli německé národnosti a, s výjimkou tří evangelíků, římskými katolíky.
|                                                                           | 1869 | 1880 | 1890 | 1900 | 1910 | 1921 | 1930 | 1950 | 1961 | 1970 | 1980 | 1991 | 2001 | 2011 |
| ------------------------------------------------------------------------- | ---- | ---- | ---- | ---- | ---- | ---- | ---- | ---- | ---- | ---- | ---- | ---- | ---- | ---- |
| Obyvatelé                                                                 | 191  | 205  | 201  | 191  | 223  | 212  | 208  | 83   | 100  | 85   | 71   | 42   | 23   | 30   |
| Domy                                                                      | 29   | 29   | 30   | 37   | 39   | 40   | 41   | 38   | .    | 19   | 17   | 24   | 23   | 25   |
| Počet domů z roku 1961 je zahrnut v celkovém počtu domů obce Krásný Dvůr. |      |      |      |      |      |      |      |      |      |      |      |      |      |      |

## Pamětihodnosti
V západní části vesnice stojí památkově chráněná usedlost čp. 22. Byla postavena v pozdně barokním slohu před rokem 1843. Usedlost tvoří obytný dům, proti němuž stojí chlév, a stodola v zadní části parcely. Severní stranu mezi obytným domem a stodolou uzavírá zeď.

## Galerie

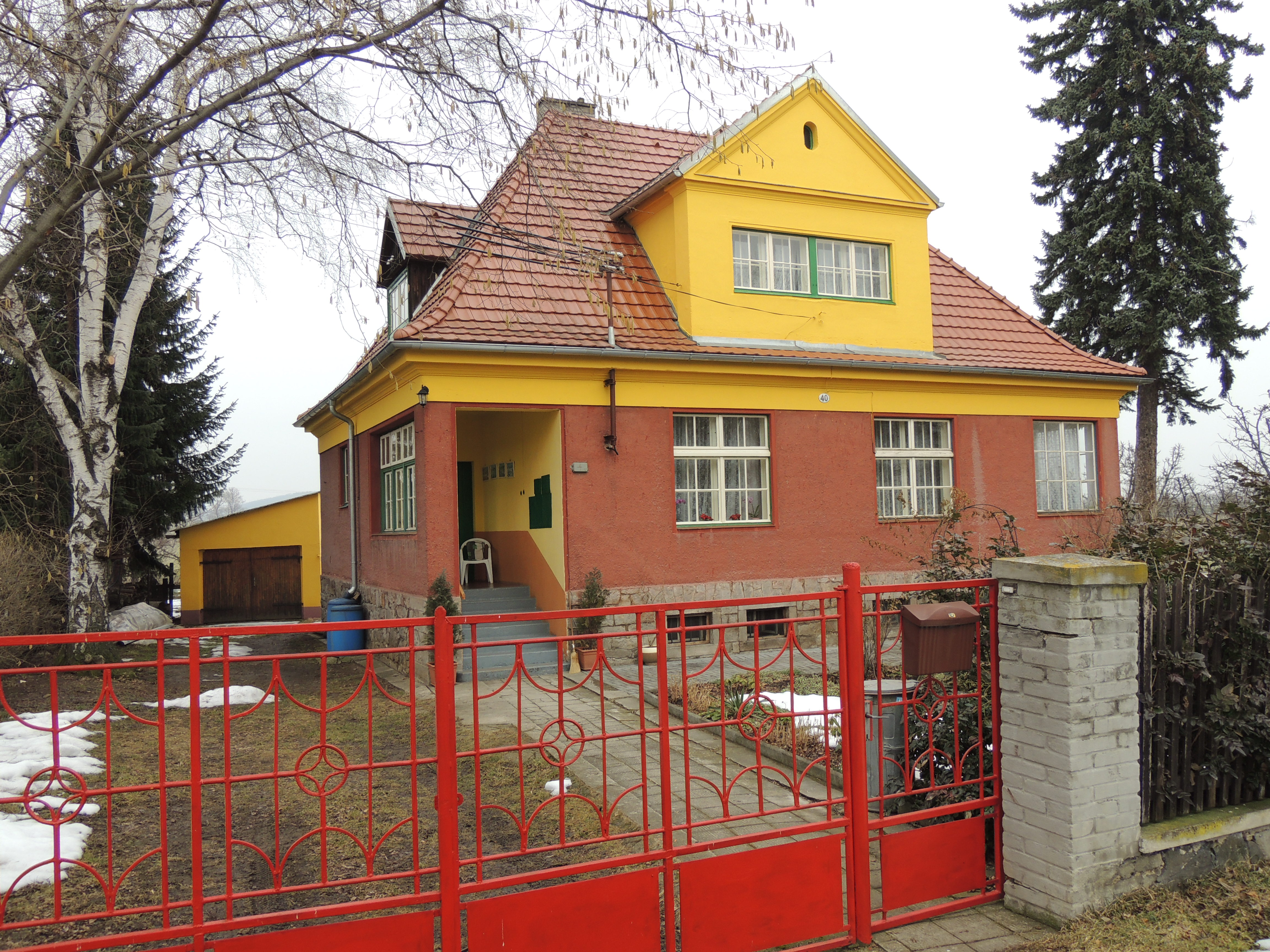
Dům čp. 40
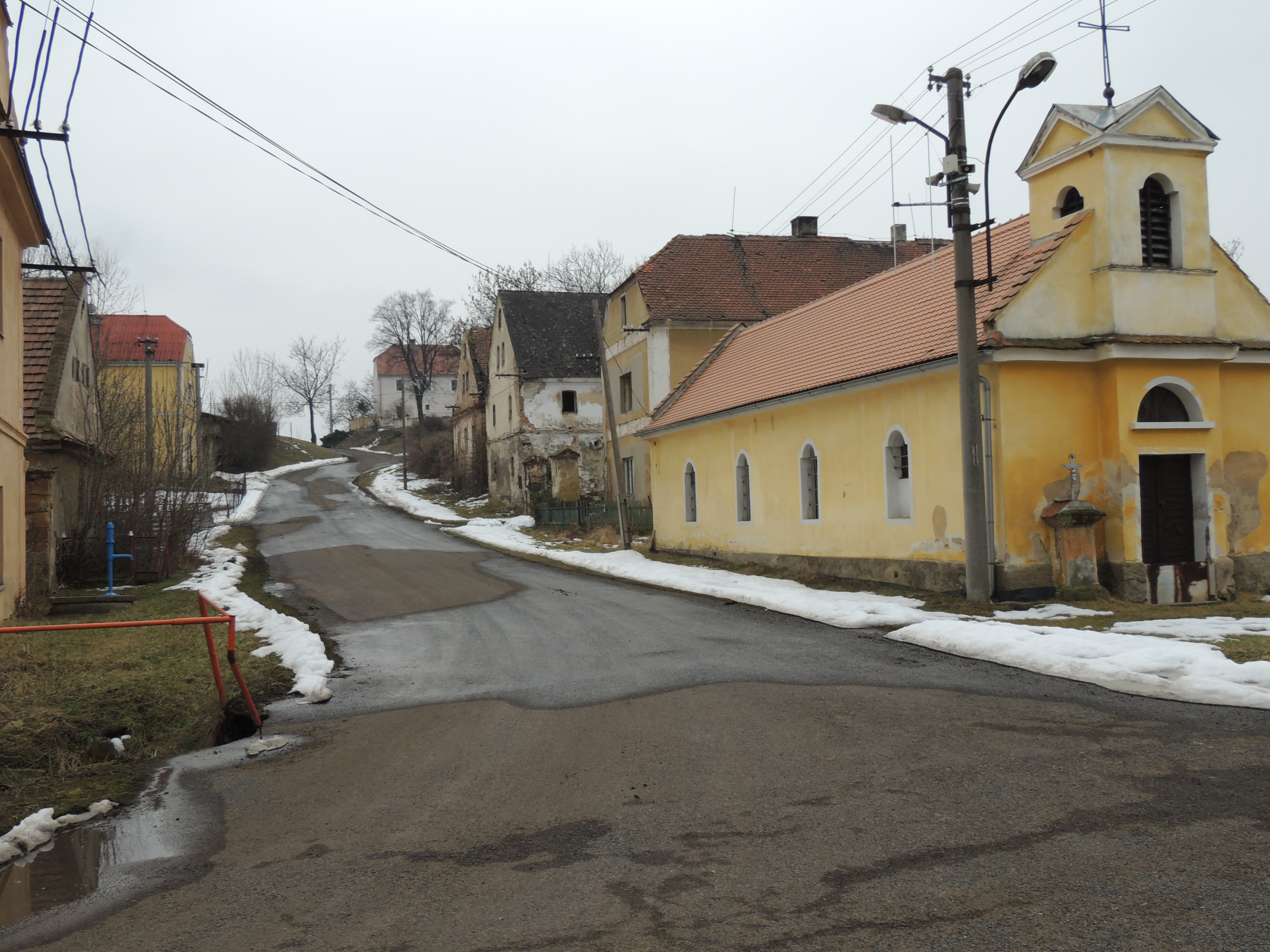
Průjezdní ulice s kaplí
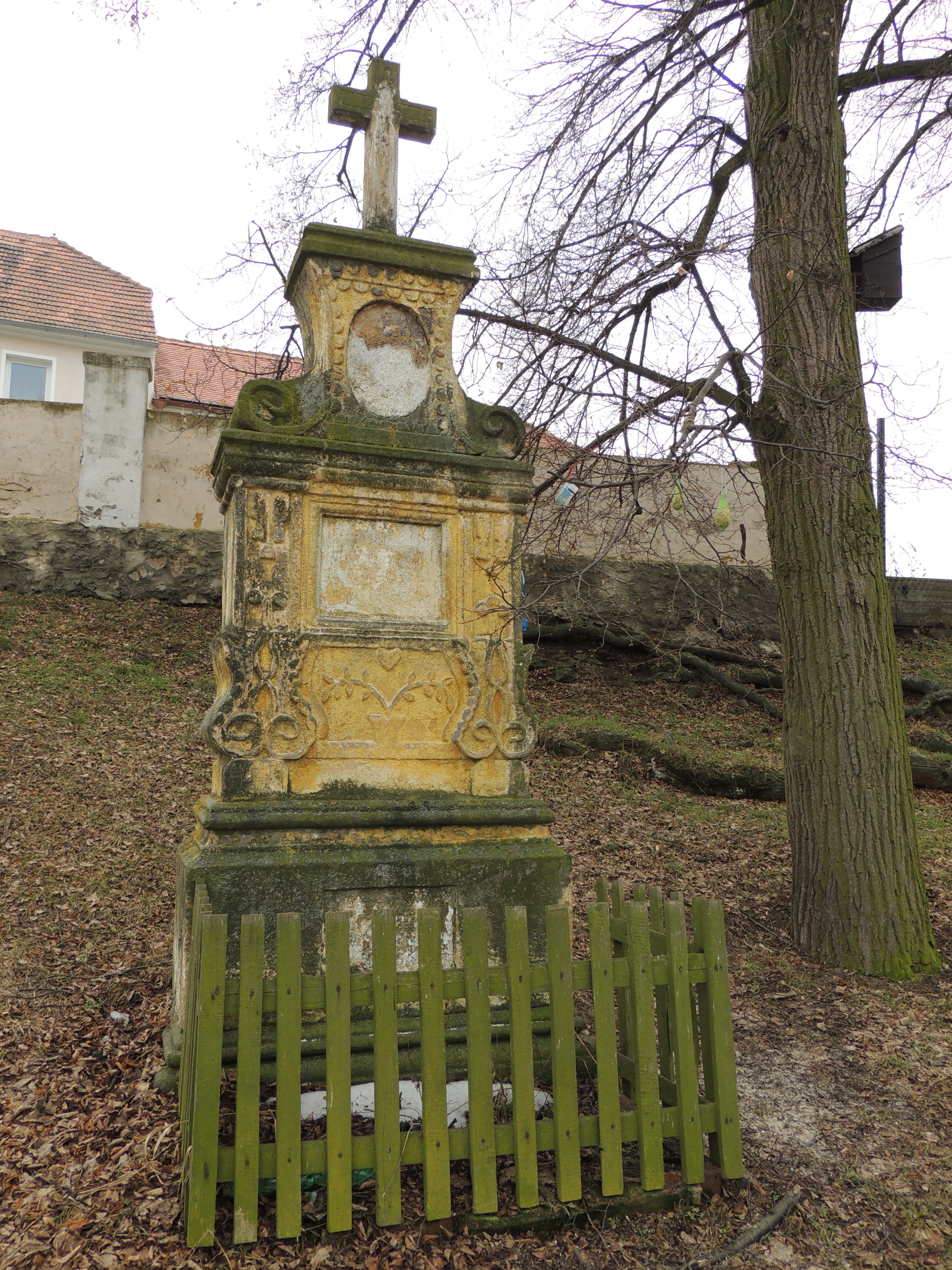
Křížek z 19. století
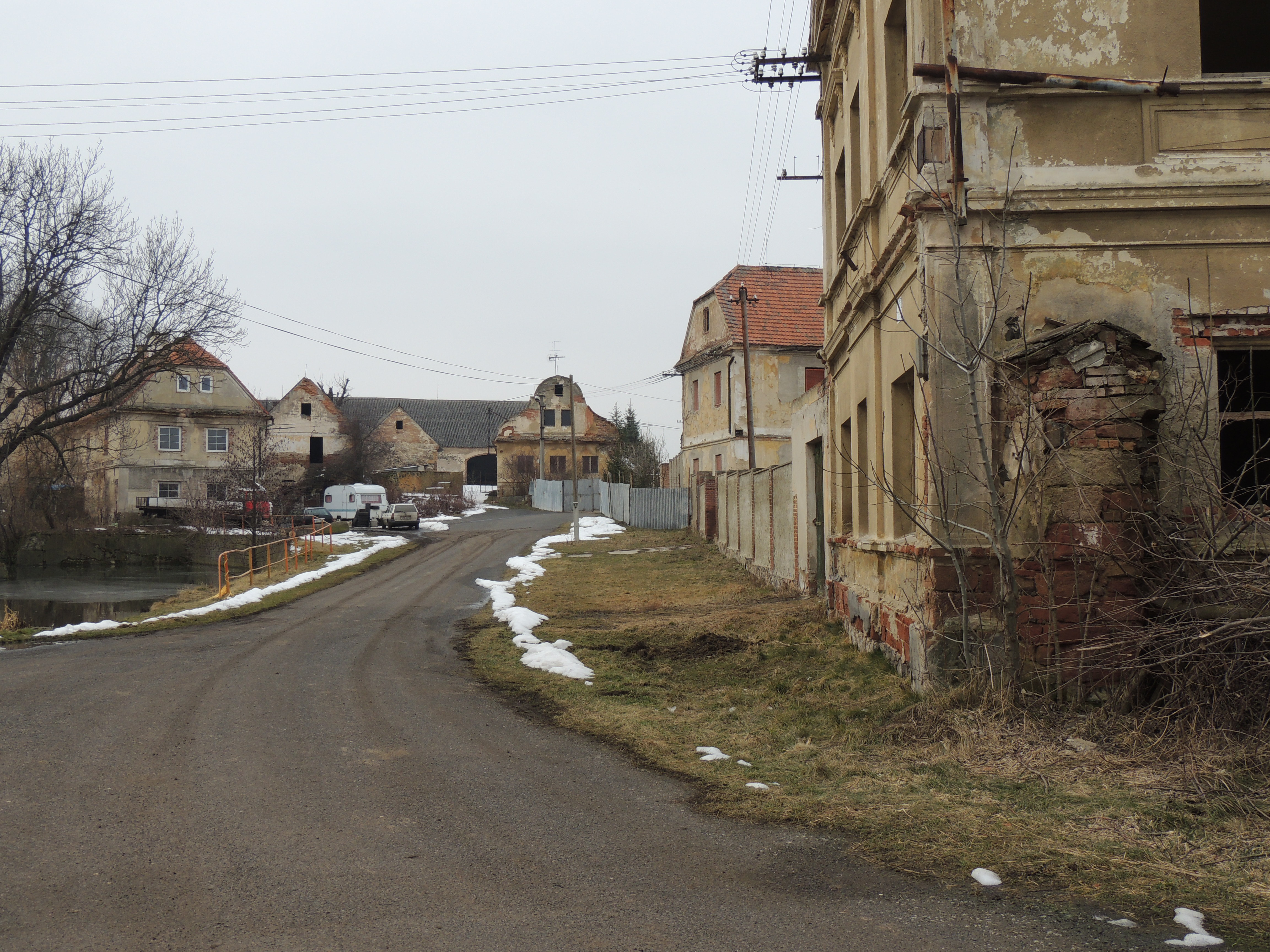
V pozadí štít domu čp. 22